# Keller Lake
Keller Lake är en sjö i Kanada.   Den ligger i territoriet Northwest Territories, i den centrala delen av landet, 3 500 km nordväst om huvudstaden Ottawa. Keller Lake ligger 246 meter över havet. Arean är 414 kvadratkilometer. Den sträcker sig 32,6 kilometer i nord-sydlig riktning, och 26,2 kilometer i öst-västlig riktning.
Trakten runt Keller Lake är nära nog obefolkad, med mindre än två invånare per kvadratkilometer.